# روزی میترمایر
روسی میترمایر (انگلیسی: Rosi Mittermaier؛ (۵ اوت ۱۹۵۰ - ۴ ژانویه ۲۰۲۳) اسکی‌باز آلپاین اهل آلمان بود.
وی همچنین برندهٔ جوایزی همچون برگ بوی نقره‌ای شده‌است. او قهرمان جام جهانی اسکی آلپاین ۱۹۷۶ و برنده دو مدال طلا در بازی‌های المپیک زمستانی ۱۹۷۶ بود.

## حرفه مسابقه ای
میترمایر که در رایت ایم وینکل، بایرن به دنیا آمد، در المپیک زمستانی ۱۹۷۶ در اینسبروک، اتریش، دو مدال طلا (سراشیبی و اسلالوم) و یک نقره (غول اسلالوم) کسب کرد. پیروزی او در سراشیبی المپیک تنها برد در سراشیبی در دوران بین‌المللی او بود. میترمایر همراه با اسکی‌باز کراس کانتری، رایسا اسمتانینا از اتحاد جماهیر شوروی، موفق‌ترین ورزشکار در بازی‌های آن زمان بود.
میترمایر اولین حضور خود در جام جهانی را در فصل افتتاحیه سال ۱۹۶۷ در سن ۱۶ سالگی انجام داد و دو فصل بعد اولین برد خود در مسابقه جام جهانی را از آن خود کرد. او پس از فصل بسیار موفق ۱۹۷۶ در ۲۵ سالگی از مسابقات بین‌المللی بازنشسته شد. او علاوه بر قهرمانی کلی جام جهانی، عنوان فصل را در اسلالوم نیز به دست آورد. پس از برد در دو مسابقه در کوه مس در کلرادو و کسب عنوان اسلالوم، استراحتگاه چهار ساله، بلافاصله مسیر مسابقه را به نام این ورزشکار نامگذاری کرد.
او علاوه بر موفقیت در مسابقات بین‌المللی، در طول دوران حرفه ای خود ۱۶ عنوان ملی آلمان را نیز به دست آورد.

### بعد از مسابقه
امروزه، میترمایر برای چندین مؤسسه خیریه و گهگاه به عنوان مفسر تلویزیون آلمان برای رویدادهای مهم ورزشی کار می‌کند. او در سال ۲۰۰۰ یک بنیاد خیریه برای کمک به کودکان مبتلا به روماتیسم تأسیس کرد.

### زندگی شخصی
پدر میترمایر اپراتور مدرسه اسکی در شهر زادگاهش ریت-ایم-وینکل بود. او با یک خواهر دوقلو به دنیا آمد که در بدو تولد فوت کرد. خواهر کوچکتر او ایوی میترمایر نیز به عنوان یک اسکی باز در آلپاین شرکت کرد. رزی و ایوی همچنین دو آلبوم از آهنگ‌های محلی باواریا را با هم ضبط کردند.
او با کریستین نوروتر، برنده شش مسابقه اسلالوم جام جهانی ازدواج کرده‌است. آنها در سال ۱۹۸۰ ازدواج کردند.

### نتایج جام جهانی

#### جدول رده‌بندی فصل
| فصل  | سن | به‌طور کلی | اسلالوم | غول اسلالوم | سوپر جی   | سراشیبی | ترکیب شده |
| ---- | -- | --------- | ------- | ----------- | --------- | ------- | --------- |
| ۱۹۶۷ | ۱۶ | ۲۷        | ۱۹      | -           | اجرا نشده | -       | اعطا نشد  |
| ۱۹۶۸ | ۱۷ | ۱۲        | ۱۱      | ۸           | اجرا نشده | -       | اعطا نشد  |
| ۱۹۶۹ | ۱۸ | ۷         | ۴       | ۱۱          | اجرا نشده | ۵       | اعطا نشد  |
| ۱۹۷۰ | ۱۹ | ۱۱        | ۸       | ۱۰          | اجرا نشده | ۱۲      | اعطا نشد  |
| ۱۹۷۱ | ۲۰ | ۱۴        | ۱۳      | ۹           | اجرا نشده | ۱۵      | اعطا نشد  |
| ۱۹۷۲ | ۲۱ | ۶         | ۴       | ۷           | اجرا نشده | ۱۰      | اعطا نشد  |
| ۱۹۷۳ | ۲۲ | ۴         | ۲       | ۸           | اجرا نشده | ۹       | اعطا نشد  |
| ۱۹۷۴ | ۲۳ | ۷         | ۲       | ۱۳          | اجرا نشده | ۱۱      | اعطا نشد  |
| ۱۹۷۵ | ۲۴ | ۳         | ۷       | ۷           | اجرا نشده | ۶       | اعطا نشد  |
| ۱۹۷۶ | ۲۵ | ۱         | ۱       | ۳           | اجرا نشده | ۹       | ۱         |

#### عناوین فصل
| فصل  | انضباط    |
| ---- | --------- |
| ۱۹۷۶ | به‌طور کلی |
| ۱۹۷۶ | اسلالوم   |
| ۱۹۷۶ | ترکیب شده |

#### پیروزی‌های مسابقه
- ۱۰ برد - (۱ GS، ۸ SL، ۱ K)
- ۴۱ سکو - (۴ DH, 11 GS, 22 SL, 4 K)

| فصل  | تاریخ          | محل                         | انضباط           |
| ---- | -------------- | --------------------------- | ---------------- |
| ۱۹۶۹ | 16 ژانویه ۱۹۶۹ | شرونز، اتریش                | اسلالوم          |
| ۱۹۷۰ | 14 مارس ۱۹۷۰   | ووس، نروژ                   | اسلالوم          |
| ۱۹۷۳ | 2 فوریه ۱۹۷۳   | شرونز، اتریش                | اسلالوم          |
| ۱۹۷۴ | 27 فوریه ۱۹۷۴  | آبتونه، ایتالیا             | اسلالوم          |
| ۱۹۷۴ | 8 مارس ۱۹۷۴    | Vysoké Tatry، چکسلواکی      | اسلالوم          |
| ۱۹۷۵ | 13 دسامبر ۱۹۷۴ | کورتینا دی امپزو، ایتالیا   | اسلالوم          |
| ۱۹۷۶ | 17 دسامبر ۱۹۷۵ | کورتینا دی امپزو، ایتالیا   | ترکیب شده        |
| ۱۹۷۶ | 22 ژانویه ۱۹۷۶ | بد گاستاین، اتریش           | اسلالوم          |
| ۱۹۷۶ | 5 مارس ۱۹۷۶    | کوه مس، ایالات متحده آمریکا | اسلالوم غول پیکر |
| ۱۹۷۶ | 6 مارس ۱۹۷۶    | کوه مس، ایالات متحده آمریکا | اسلالوم          |

#### نتایج مسابقات جهانی
| سال  | سن | اسلالوم | اسکی مارپیچ بزرگ | سوپر جی   | سراشیبی | ترکیب شده |
| ---- | -- | ------- | ---------------- | --------- | ------- | --------- |
| ۱۹۶۸ | ۱۷ | DNF2    | ۲۰               | اجرا نشده | ۲۵      | -         |
| 1970 | ۱۹ | ۱۵      | ۷                | اجرا نشده | ۲۰      | ۵         |
| ۱۹۷۲ | ۲۱ | ۱۷      | ۱۲               | اجرا نشده | ۶       | ۷         |
| 1974 | ۲۳ | ۶       | DNF              | اجرا نشده | DNF     | -         |
| ۱۹۷۶ | ۲۵ | ۱       | ۲                | اجرا نشده | ۱       | ۱         |

از سال ۱۹۴۸ تا ۱۹۸۰، بازی‌های المپیک زمستانی نیز مسابقات جهانی اسکی آلپاین بود.
در مسابقات قهرمانی جهانی از سال ۱۹۵۴ تا ۱۹۸۰، این مسابقه ترکیبی یک «مسابقه کاغذی» با استفاده از نتایج سه رویداد (DH, GS, SL) بود.

#### نتایج المپیک
| سال  | سن | اسلالوم | اسکی مارپیچ بزرگ | سوپر جی   | سراشیبی | ترکیب شده   |
| ---- | -- | ------- | ---------------- | --------- | ------- | ----------- |
| ۱۹۶۸ | ۱۷ | DNF2    | ۲۰               | اجرا نشده | ۲۵      | اجرا نمی‌شود |
| ۱۹۷۲ | ۲۱ | ۱۷      | ۱۲               | اجرا نشده | ۶       | اجرا نمی‌شود |
| ۱۹۷۶ | ۲۵ | ۱       | ۲                | اجرا نشده | ۱       | اجرا نمی‌شود |